# Tom Riley
Pour les articles homonymes, voir Riley.
Tom Riley, né le 5 avril 1981 à Maidstone, Kent (Angleterre), est un acteur et un producteur de cinéma britannique. Il est principalement connu pour son rôle de Léonard de Vinci dans la série Da Vinci's Demons.

## Biographie
Tom Riley est né le 5 avril 1981 à Maidstone, Kent (Angleterre).
Il montre très jeune un intérêt pour le théâtre, intégrant une troupe à l'âge de cinq ans. Ses parents n'ont aucun lien avec le monde du spectacle : son père est géomètre-expert et sa mère est professeur.
Au lycée, il écrit et dirige des pièces de théâtre puis intègre l'université de Birmingham pour étudier la littérature anglaise et le théâtre. Il obtient son diplôme en 2002 avec mention très bien.
Il décide ensuite de créer une petite troupe de théâtre du nom de Article 19 avec quelques amis et devient animateur d'une émission de radio. Néanmoins il décide de retourner aux études et entre à la LAMDA (école londonienne de musique et d'arts dramatiques) et obtient la bourse Genesis, distribuée aux élèves les plus prometteurs. Il passe trois ans à perfectionner son jeu et ses talents d'acteur.

### Vie privée
C'est un grand fan des comics Batman et des Simpsons. Il est aussi très amateur de la série Doctor Who et il s'estime incroyablement heureux d'avoir joué dans l'un des épisodes.
Il est marié avec l'actrice américaine Lizzy Caplan depuis 2017. Ils ont un fils, Alfie Riley, né en 2021.

## Carrière
Au début de sa carrière, il participe surtout à de petites productions théâtrales anglaises mais, gagnant en notoriété, il trouve du travail aux États-Unis. Son rôle le plus connu au théâtre est celui de Septimus Hodge dans la pièce Arcadia, qu'il joue à Broadway en 2011.
Il fait aussi beaucoup de pièces audio pour la BBC. Tout seul ou entouré de plusieurs autres acteurs, il est souvent à l'affiche du programme Drama Afternoons de la BBC4.
Il débute au cinéma en 2006 dans un thriller français intitulé Quelques jours en septembre. Il partage l'affiche avec Juliette Binoche, John Turturro et Sara Forestier.
Un an après, il est l'acteur principal du film I Want Candy, dans lequel deux étudiants en arts désespérés de réaliser le film de leurs rêves doivent embaucher l'actrice pornographique la plus connue du moment. L'année suivante, en 2008, il joue dans la série Orgueil et Quiproquos.
En 2009, il tient le rôle principal de Happy Ever Afters.
En 2013, il est révélé à l'international dans la série produite par Starz et BBC Worldwide, Da Vinci's Demons, dans le rôle du jeune Léonard de Vinci. Cette fiction montre un Léonard anarchiste, excentrique, pratiquement fou mais déjà au sommet de son génie. La saison trois est actuellement en tournage au pays de Galles.
En 2014, il apparaît dans un des épisodes de la saison huit de Doctor Who dans le rôle de Robin des Bois. Il a le rôle principal dans la série Dark Heart.

### Autres activités
Tom Riley est aussi écrivain et scénariste. Il a révélé avoir écrit une pièce de théâtre entière qui n'a pas encore été jouée. Il a aussi été le metteur en scène de plusieurs pièces et il est l'un des producteurs de la série Da Vinci's Demons.

## Filmographie

### Cinéma

#### Longs métrages
- 2006 : Quelques jours en septembre de Santiago Amigorena : David
- 2007 : Retour à la maison de l'horreur de Victor Garcia : Paul
- 2007 : I Want Candy de Stephen Surjik : Joe
- 2009 : St. Trinian's 2 (St. Trinian's 2 : The Legend of Fritton's Gold) d'Oliver Parker et Barnaby Thompson : Romeo
- 2009 : Happy Ever Afters de Stephen Burke : Freddie Butler
- 2015 : Kill Your Friends d'Owen Harris : Parker-Hall
- 2016 : Starfish de Bill Clark : Tom Ray
- 2016 : Pushing Dead de Tom E. Brown : Mike
- 2017 : Modern Life Is Rubbish de Daniel Gill : Adrian
- 2018 : Extinction de Ben Young : Chris, le patient dans le centre de bien-être
- 2018 : Ghost Light de John Stimpson : Thomas Ingram
- 2023 : L'Affaire de la mutinerie du Caine (The Caine Mutiny Court-Martial) de William Friedkin : Lieutenant Willis Keith

#### Courts métrages
- 2008 : Close de Laura Windebank : Rob
- 2009 : Curiosity de Toby Spanton : Mike
- 2010 : Magpie de Vanessa Caswill : Batman
- 2014 : Air d'Emma Maclennan : Nick
- 2016 : The Shadow Hours de Kyle Higgins : Eric / Dylan
- 2017 : Tortilla d'Eros Vlahos : Giorgio

### Télévision

#### Séries télévisées
- 2006 : Casualty 1906 : Dr James Walton
- 2007 : Miss Marple (Agatha Christie's Marple) : Bobby Argyle
- 2008 : Inspecteur Lewis (Lewis) : Philip Horton
- 2008 : Hercule Poirot (Agatha Christie's Poirot) : Raymond Boynton
- 2008 : Orgueil et Quiproquos (Lost in Austen) : George Wickham
- 2008 : Casualty 1907 : Dr James Walton
- 2008 - 2009 : Freezing : Dave Beethoven
- 2010 : Bedlam : Rob
- 2010 : Bouquet of Barbed Wire : Gavin Sorensen
- 2011 - 2012 : Monroe : Dr Laurence Shepherd
- 2012 : Twenty Twelve : Christian Jebb
- 2013 - 2015 : Da Vinci's Demons : Léonard de Vinci
- 2014 : Doctor Who : Robin des Bois
- 2015 : Inside No. 9 : Adam
- 2016 : The Collection : Claude Sabine
- 2017 : Angie Tribeca : Dr Frederick Wurst
- 2017 : Ill Behaviour : Charlie
- 2018 : Dark Heart : Inspecteur Will Wagstaffe
- 2021 - 2023 : The Nevers : Augustus « Augie » Bidlow
- 2022 : La Femme qui habitait en face de la fille à la fenêtre (The Woman in the House Across the Street from the Girl in the Window) : Neil

## Distinctions
- 2014 : BAFTA Cymru : Meilleur acteur pour son rôle dans Da Vinci's Demons
- 2014 : Cablefax Program Awards : Meilleur acteur dramatique pour son rôle dans Da Vinci's Demons